# Хорлоогийн Баянмунх
Хорлоогийн Баянмунх (монг. Хорлоогийн Баянмөнх, при рождении Хорлоогийн Сухбаатар; 22 февраля 1944, Хяргас, Увс, Монголия) — монгольский борец вольного и греко-римского стилей, самбист, участник пяти Олимпиад, серебряный призёр Олимпийских игр, чемпион мира, чемпион Азиатских игр, 14-кратный чемпион Монголии по вольной борьбе, серебряный призёр Азиатских игр по греко-римской борьбе, чемпион мира по самбо, 10-кратный победитель турниров по национальной монгольской борьбе, один из двух обладателей титула «Великий всенародный непобедимый исполин» в национальной монгольской борьбе. Заслуженный мастер спорта Монголии и СССР (1972). Доктор педагогических наук (1994). Герой Труда Монголии. Отец Баянмунхийна Гантогтоха, участника Олимпийских игр 1996 года, неоднократного призёра чемпионатов Азии по вольной борьбе.

## Биография
Родился в 1944 году в семье арата-скотовода. В шестилетнем возрасте ему, в связи с подверженностью болезням, сменили имя Сухбаатар на Баянмунх.
В 10-летнем возрасте остался без отца. С 12 лет начал принимать участие в местных соревнованиях по национальной борьбе и уже в 16-летнем возрасте смог добиться звания заан («слон», за семь побед подряд в ходе турнира). Его заметили, и с 1961 года он стал учиться в университете и заниматься борьбой в Улан-Баторе.
С 1963 года успешно выступал на национальных соревнованиях по борьбе.
На Олимпийских играх 1964 года выступал в соревнованиях по вольной борьбе в среднем весе. Проиграв две из трёх встреч, молодой монгольский борец из турнира выбыл.
См. таблицу турнира.
В 1966 году завоевал титул Льва в национальной борьбе, в 1968 году стал победителем национального турнира по борьбе.
На Олимпийских играх 1968 года выступал в соревнованиях по вольной борьбе в полутяжёлом весе. Проиграв в четвёртом и пятом кругах, из турнира выбыл с итоговым пятым местом
См. таблицу турнира.
В 1969 году был шестым на чемпионате мира, в 1970 году был четвёртым, а в 1971 году завоевал серебряную медаль чемпионата мира.
На Олимпийских играх 1972 года выступал в соревнованиях по вольной борьбе в тяжёлом весе. В ходе турнира уступил лишь совершенно непобедимому на тех играх Ивану Ярыгину и стал серебряным призёром игр.
См. таблицу турнира.
В 1973 году на чемпионате мира был только четвёртым. 1974 год оказался насыщенным для борца. Он стал серебряным призёром чемпионата мира и победителем Азиатских игр по вольной борьбе, серебряным призёром Азиатских игр по греко-римской борьбе, и, выступив на чемпионате мира по самбо в Улан-Баторе, завоевал там золотую медаль. В 1975 году стал бронзовым призёром розыгрыша Кубка мира и чемпионом мира по вольной борьбе, завоевал серебряную медаль на чемпионате мира по самбо.
На Олимпийских играх 1976 года выступал в соревнованиях по вольной борьбе в тяжёлом весе и остался на пятом месте.
См. таблицу турнира.
На Олимпийских играх 1980 года, в 36-летнем возрасте выступал в соревнованиях по вольной борьбе в тяжёлом весе и остался на восьмом месте.
См. таблицу турнира.
После окончания международной спортивной карьеры — на тренерской работе и одновременно выступал на соревнованиях по национальной борьбе вплоть до 1992 года.
В 1994 году защитил докторскую диссертацию на тему педагогических проблем в монгольской борьбе, её традиций и стиля. Автор автобиографической книги «Мои победы». Депутат монгольского парламента (с 2000 года).

## Награды
- Герой Труда Монгольской Народной Республики.
- Орден Сухэ-Батора.
- Заслуженный мастер спорта Монголии и СССР (1972).
- Памятная юбилейная медаль Республики Тыва  в ознаменование 100-летия единения России и Тувы и основания г. Кызыла (18 ноября 2015 года, Республика Тыва, Россия) — за вклад в развитие спорта и дружеских связей между Тувой и Монголией [5].